# (1286) Banachiewicza
(1286) Banachiewicza – planetoida z grupy pasa głównego asteroid okrążająca Słońce w ciągu 5 lat i 94 dni w średniej odległości 3,02 au. Została odkryta 25 sierpnia 1933 roku w Observatoire Royal de Belgique w Uccle przez Sylvaina Arenda. Nazwa planetoidy pochodzi od Tadeusza Banachiewicza (1882–1954), polskiego matematyka, astronoma i geodety, wiceprezesa Międzynarodowej Unii Astronomicznej. Przed nadaniem nazwy planetoida nosiła oznaczenie tymczasowe (1286) 1933 QH.